# Hoplocercidae
Famille
Synonymes
- Hoplocercinae Frost & Etheridge, 1989

Les Hoplocercidae sont une famille de sauriens. Elle a été créée par Darrel Richmond Frost et Richard Emmett Etheridge en 1989.

## Répartition
Les espèces de cette famille se rencontrent en Amérique du Sud et en Amérique centrale

## Description
Ces sauriens sont principalement terrestres voire fouisseurs, diurnes et insectivores. Ils atteignent une quinzaine de centimètres sans la queue selon les espèces, et présentent en général un aspect trapu, avec des écailles très visibles voire proéminentes.

## Liste des genres
Selon The Reptile Database (28 novembre 2012) :
- Enyalioides Boulenger, 1885
- Hoplocercus Fitzinger, 1843
- Morunasaurus Dunn, 1933

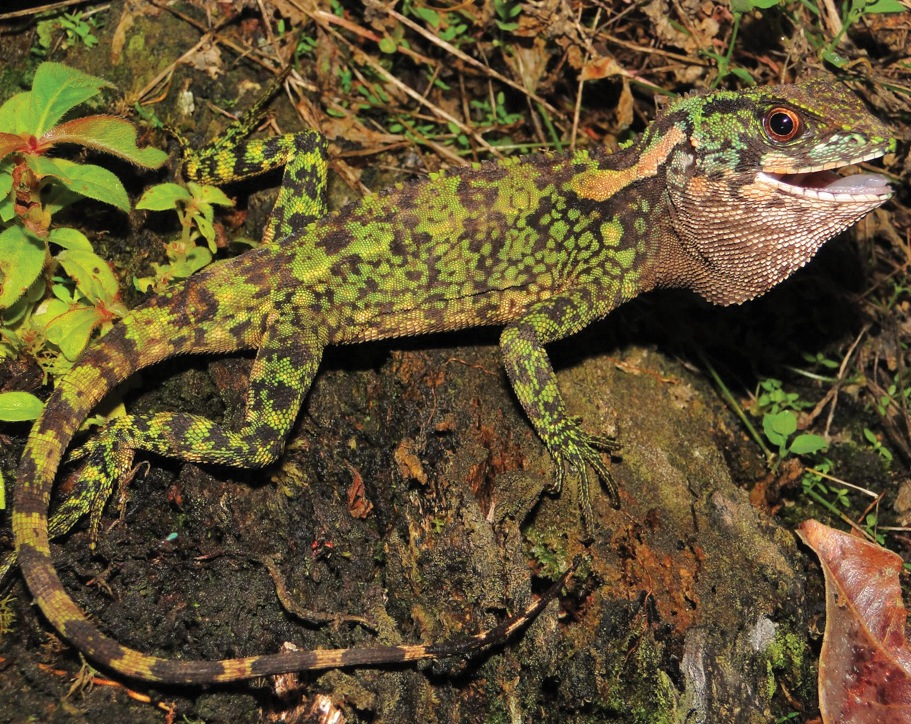
Enyalioides azulae
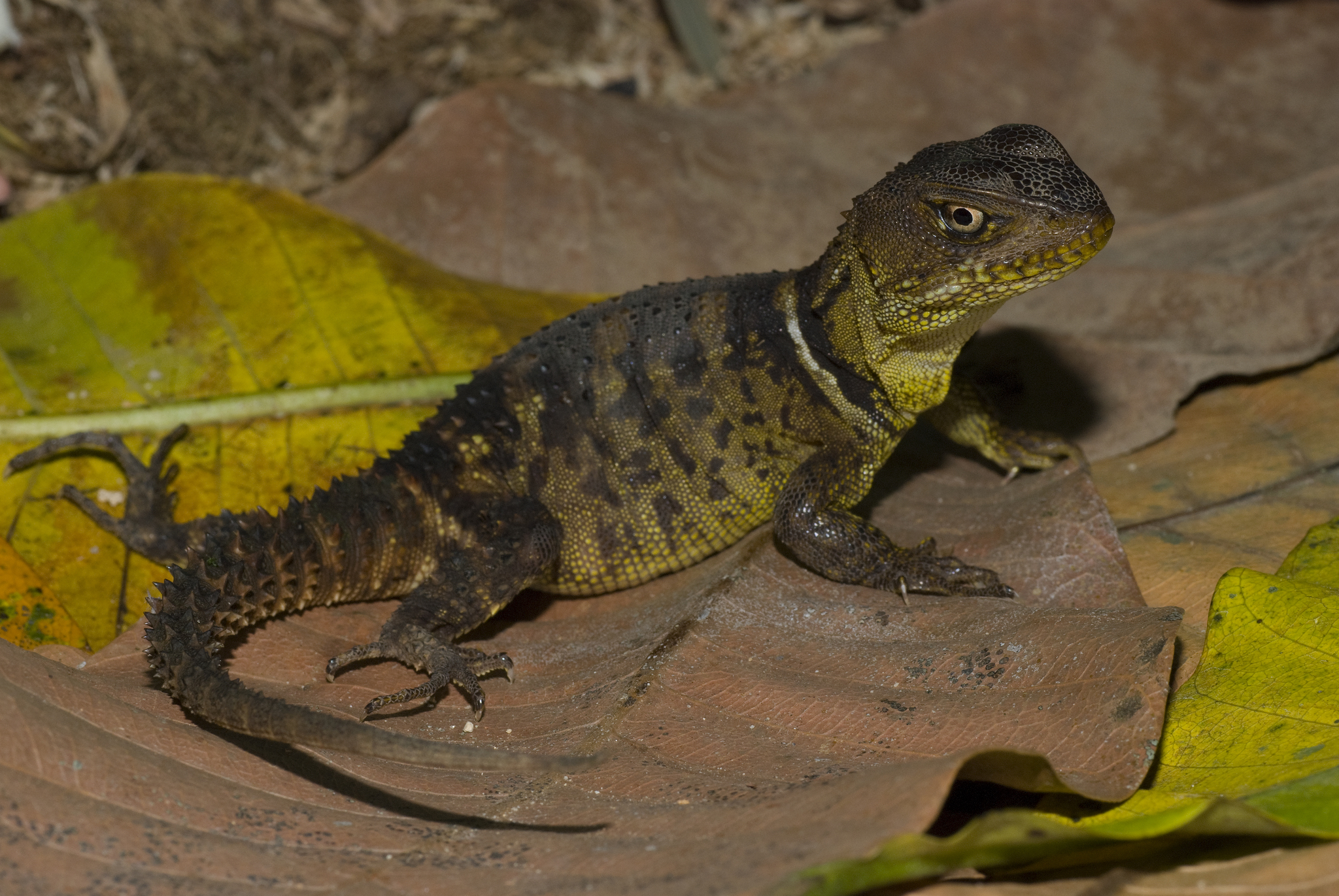
Morunasaurus groi

## Taxinomie
Cette famille est parfois considérée comme la sous-famille des Hoplocercinae dans la famille des Iguanidae.

## Publication originale
- Frost & Etheridge, 1989 : A Phylogenetic Analysis and Taxonomy of Iguanian Lizards (Reptilia: Squamata). University of Kansas Natural History Museum, Miscellaneous Publication, n. 81, p. 1-65 (texte intégral).